# 旅顺红十字医院旧址
38°48′46″N 121°15′44″E / 38.81278°N 121.26212°E
旅顺红十字医院旧址位于中国辽宁省大连市旅顺口区黄河路107号，2003年被列为大连市文物保护单位，2013年被列为第七批全国重点文物保护单位。

## 历史
该建筑始建于1900年，俄罗斯建筑风格，沙俄统治时期为红十字医院，1905年日本占据旅顺后，由日本赤十字社接管使用，1907年改称日本赤十字社关东州病院，1916年停办。1922年改为关东厅旅顺病院。1945年旅顺被苏军接管，该建筑也由苏军使用。1955年后由中国人民解放军接管使用。